# Кім Смолл
Кім Смолл (англ. Kim Small, 13 квітня 1965) — австралійська хокеїстка на траві.
Олімпійська чемпіонка 1988 року.